# Television
Television — американський рок-гурт з Нью-Йорка
, найбільш активний у другій половині 1970-х років. Найвидатніший склад гурту включав Тома Верлена (вокал, гітара), Річарда Ллойда (гітара), Білла Фікка (ударні) і Фреда Сміта (бас). Хоча подібно до сучасників-панків Television записували свої пісні в спрощеній, гітарній манері, їхня музика була порівняно чистою, імпровізаційною і технічно більш витонченою. Дебютний альбом «Marquee Moon» (1977) вважається одним з найважливіших записів доби панку.

## Історія
Утворений на початку 1970-х років у Нью-Йорку під назвою The Neon Boys. До складу гурту ввійшли: Том Верлейн (Tom Verlaine), справжнє ім'я Томас Міллер (Thomas Miller; 13 грудня 1949, Моунт Морріс, Нью-Джерсі, США — 28 січня 2023) — вокал, гітара; Річард Хелл (Richard Hell), справжнє ім'я Річард Майерс (Richard Myers; 2 жовтня 1949, Лексінгтон, Кентукі, США) — бас та Білл Фікка (Bill Ficca) — ударні.
Після приєднання у грудні 1973 року до складу гурту гітариста Річарда Ллойда (Richard Lloyd), гурт взяв собі назву Television, а 1974 року уклав угоду на постійні виступи з нью-йоркським «СВ GB's» — кузнею американської нової хвилі. У червні 1975 року внаслідок непорозумінь Верлейна з Хеллом останній залишив Television. Басист незабаром з'явився у гурті The Heartbreakers, а на його місце підшукали Фреда Сміта (Fred Smith) з Blondie.
Перші записи Television, які робили за допомогою Брайна Іно та Аллена Лейніера з Blue Oyster Cult (у ролі продюсерів) для фірм «Island» та «Arista», так і не побачили світ, тому що Верлейну не подобались музичні концепції цих продюсерів. Дебютний сингл гурту «Little Johnny Jewel» з'явився у жовтні 1975 року на власній фірмі менеджера Television Teppi Орна «Ork Records». Цей суворий, однак цікавий запис зацікавив керівництво фірми «Elektra». Внаслідок цього 1977 року з'явився альбом «Marquee Moon». Більшість записів для цієї платівки робились протягом одного дня (в листопаді 1976 року), що дозволило зберегти спонтанну атмосферу концертних виступів. Верлейн з невротичним болем у голосі співав про відчайдушні митарства людини, що перебуває під враженнями від джунглів великого міста. Фоном для цих відвертих розповідей була неспокійна, часто імпровізована музика, яка сягала корінням у психоделію. У США платівка не мала особливого успіху, проте у Великій Британії її було визнано одним з найцікавіших дебютних альбомів в історії року.
Гурту пророкували тривалу кар'єру, однак черговий альбом хоч і був старанно виконаний, не мав сили та виразності попереднього. У серпні 1978 року давши прощальний концерт у «Bottom Line Club», музиканти вирішили розійтися власними шляхами. Верлейн та Ллойд з різним успіхом продовжили музичні кар'єри як солісти.
Проте 1990 року Верлейн, Ллойд, Сміт та Фікка відновили діяльність гурту. Спочатку концертну, а наступного року й студійну, розпочавши роботу над альбомом для фірми «Capitol». 1992 року Television виступили на фестивалі у Гластобері. Новий альбом гурту під простою назвою «Television» не дуже зацікавив молодих слухачів і на початку 1993 року музиканти знову розлучились.

## Дискографія

### Television
- Marquee Moon (LP/CS, Elektra, 1977)
- Adventure (LP/CS, Elektra, 1977)
- Arrow (LP, 1980) Запис концертного виступу з 1978 р.
- The Blow Up! (CS, ROIR, 1982) Запис виступу в Нью-Йорку 1978 р.
- Television (LP/CD, Capitol, 1992)
- The Best of Television & Tom Verlaine (CD, EastWest Japan, 1998) Збірка.
- Live at the Academy NYC 12.4.92 (CD-R, Ohoo Music, 2003) Запис концерту в Нью-Йорку 4 грудня 1992 р.
- Live at the Old Waldorf: San Francisco, 6/29/78 (CD, Rhino Records, 2003) Запис концерту в Сан-Франциско 29 червня 1978 р.
- Sketches: The Demos 1974-75 (LP, Arkain Filloux, 2013) Збірка демо-записів з 1975 р.

### Том Верлен
- Tom Verlaine (LP/CS, Elektra, 1979)
- Dreamtime (LP/CS, Warner Bros., 1981)
- Words from the Front (LP/CS, Warner Bros., 1982)
- Cover (LP/CS, Warner Bros., 1984)
- Flash Light (LP/CD, I.R.S. Rec., 1987)
- The Wonder (LP/CD/CS, Fontana, 1990)
- Warm and Cool (CD/CS, Rykodisc, 1992)
- The Miller's Tale: Tom Verlain Anthology (2xCD, Virgin, 1996) Збірка.
- Around (CD, Thrill Jockey, 2006)
- Songs and Other Things (CD, Thrill Jockey, 2006)

### Річард Ллойд
- Alchemy (LP/CS, Elektra, 1979)
- Fields of Fire (LP, Mistlur, 1985)
- Alchemy (LP/CD/CS, Celluloid, 1987)
- The Cover Doesn't Matter (CD, Upsetter Music, 2001)
- The Radiant Monkey (CD, SufiMonkey Records, 2006)
- The Jamie Neverts Story (CD, SufiMonkey Records, 2009)
- Rosedale (CD, 2016)
- The Countdown (CD, Plowboy Records, 2018)
- Lodestones (LP, ORG Music, 2018)

### Річард Гелл
- Blank Generation (LP/CS, Sire, 1977) З власним гуртом Richard Hell & The Voidoids.
- Destiny Street (LP/CS, Red Star, 1982) З власним гуртом Richard Hell & The Voidoids.
- Hell in Malmoe (CS, JFC, 1983)
- R.I.P. (CS, ROIR, 1984) Збірка.
- Funhunt: Live at CBGB's & Max's 1978 and 1979 (CS, ROIR, 1990) Концертні записи з власним гуртом Richard Hell & The Voidoids.
- Across the Years (CD, Soyo, 1991)
- Time (2xCD, Matador, 2002) Збірка.
- Spurts: The Richard Hell Story (CD, Rhino/Sire, 2006) Збірка.
- Gone to Hell (CD, Vinyl Japan, 2008) Збірка концертних записів з власним гуртом Richard Hell & The Voidoids.
- Destiny Street Repaired (LP/CD, Insound, 2009) З власним гуртом Richard Hell & The Voidoids.
- Destiny Street Demos (LP, Omnivore, 2021) З власним гуртом Richard Hell & The Voidoids.
- Destiny Street Complete (2xCD, Omnivore, 2021) З власним гуртом Richard Hell & The Voidoids.